# La Méaugon
 La Méaugon  (en bretón Lanvealgon) es una población y comuna francesa, situada en la región de Bretaña, departamento de Côtes-d'Armor, en el distrito de Saint-Brieuc y cantón de Ploufragan.

## Demografía
| 553 | 550 | 572 | 785 | 993 | 1122 |
| Para los censos de 1962 a 1999 la población legal corresponde a la población sin duplicidades (Fuente: INSEE [Consultar]) |     |     |     |     |      |